# Fingolfin
Fingolfin je izmišljen lik iz Tolkienove mitologije, serije knjig o Srednjem svetu britanskega pisatelja J. R. R. Tolkiena.
Omenjen je kot nadkralj Noldorjev po Fëanorjevi smrti, drugi najstarejši sin Finwëja in njegove žene Indis, starejši brat Finarfina in mlajši polbrat Fëanorja. 
Poročen je bil z Anairë, s katero je imel Fingona, Turgona in Aredhela. Fingolfin velja za najmočnejšega, najbolj poštenega in zanesljivega sina Finwëja. Umrl je v dvoboju z Morgothom.